# Cosme Amiguet
Cosme Amiguet (segle XV - segle XVI), fou un Doctor en Medicina, Síndic de l'Estudi de Medicina i Arts, Rector de l'Estudi General de Barcelona (1536-1537 i 1550-1551), Canceller (1537-1538 i 1557-1558) i Tresorer. Fou Conseller tercer el 1542, el 1555 i 1556.

## Biografia
Doctor en medicina, va gaudir d'una càtedra a la Facultat de Medicina on exercí de professor entre 1532 i 1558. Com a Síndic de l'Estudi de Medicina i Arts, va ser un dels impulsors de l'establiment de l'Estudi General a Barcelona. Va ser nomenat Rector de l'Estudi General de Barcelona, càrrec que va exercir entre l'1 d'agost de 1536 i el 31 de juliol de 1537, i més endavant tornà a ser rector de l'1 d'agost de 1550 al 31 de juliol de 1551.
Canceller entre 1537 i 1538, i un altre cop entre el març de 1557 i el 31 de juliol de 1558. També va ser-ne Tresorer en els períodes 1534-1535, 1542-1543 i 1553-1554.
Amiguet serà qui va demanar a Carles V del Sacre Imperi Romanogermànic la confirmació dels privilegis del Col·legi de Metges de la ciutat de Barcelona, mitjançant el document "Confirmació que a instància del síndic, 10 doctor en Medicina Cosme Amiguet, feu l'Emperador Carles V, dels privilegis concedits per Ferran el Catòlic, al Caldegi de Metges de la ciutat de Barcelona". Durant el seu rectorat, l'Ajuntament de Barcelona va concedir a l'Estudi General el solar de capdamunt de la Rambla i es van començar les obres de construcció de l'edifici.
Fou Conseller tercer el 1542, el 1555 i 1556. Va morir, probablement a Barcelona, al segle xvi.